# 姜仲軾
姜仲軾（1560年—？），字希蘇，號肖鳳，山東萊州府掖縣人，民籍，明朝政治人物。

## 生平
萬曆七年（1579年）己卯鄉試十一名，萬曆十四年（1586年）丙戌科會試九十四名，登三甲第二十七名進士。都察院观政，因推升忤旨为民。

## 家族
曾祖姜澤，曾任壽官；祖父姜祺，曾任典史；父姜夢周，曾任廩生。前母謝氏；母王氏。慈侍下。弟仲皋、仲夔、仲龍、仲傅、仲益、仲榮、仲伊。